# Kitengela
Kitengela är en ort i distriktet Kajiado i provinsen Rift Valley i Kenya. Orten, som ligger precis söder om gränsen till Nairobi, har drygt 8 000 invånare.

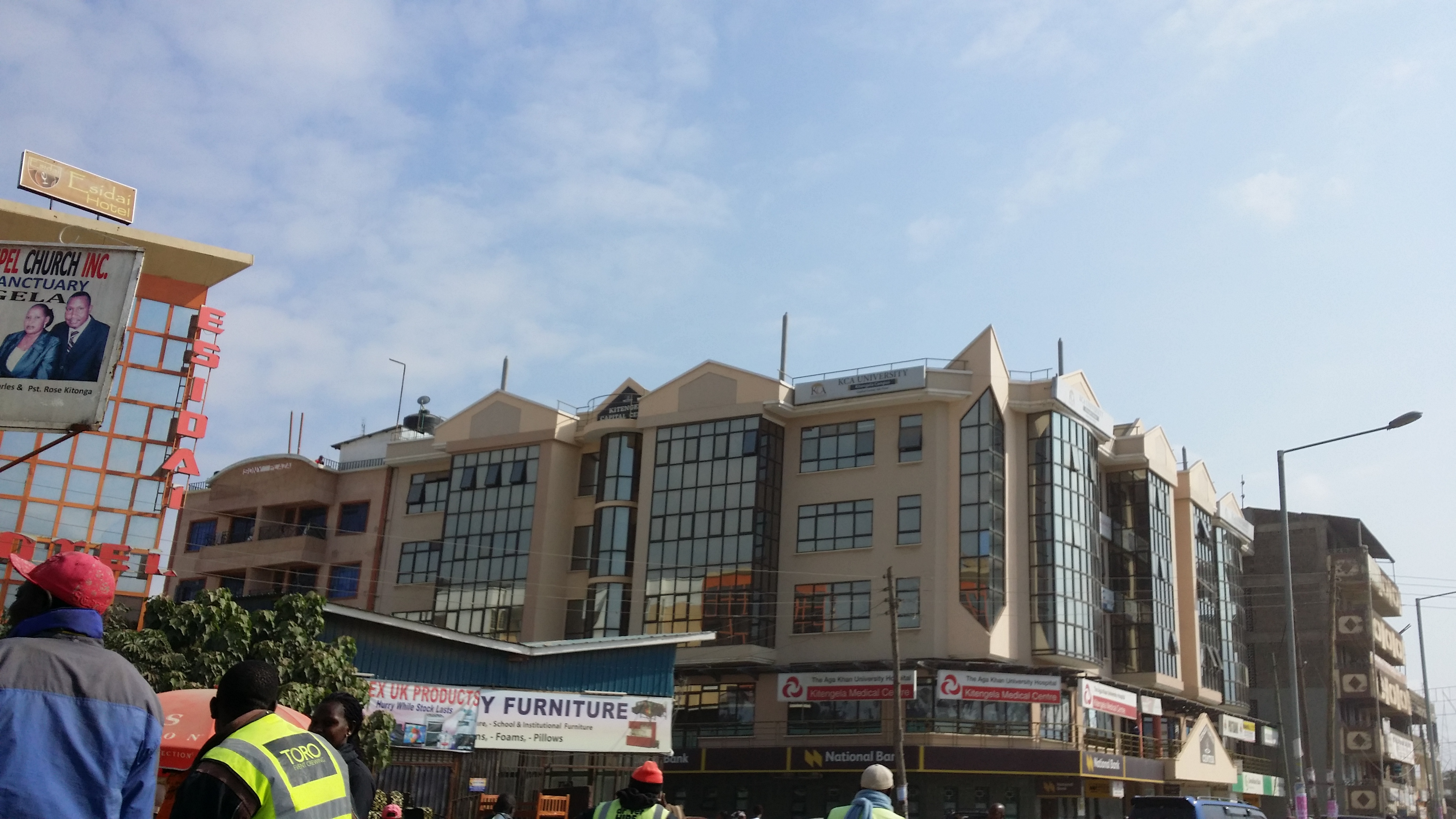
Kitengela